# Ahmad Akkari
Ahmad Akkari, né le 16 octobre 1953 à Tripoli (Liban) et mort le 22 mars 2009 à Montpellier, est un médecin et homme politique français.

## Biographie
Après avoir passé sa jeunesse au Liban, il entame, à la rentrée 1975, des études de médecine à Montpellier, en France. Il devient docteur en médecine en 1984, spécialisé en orthopédie. Il est employé par l'hôpital de Perpignan en 1989, année durant laquelle il entre au Collège français des chirurgiens orthopédistes et traumatologues. En 1992, il est reçu au concours de praticien hospitalier à l'hôpital de Perpignan, poste qu'il occupera à partir de 1993.
Cette même année, il rejoint la liste de Jean-Paul Alduy pour les élections municipales de Perpignan et devient conseiller municipal, chargé particulièrement des questions de santé puis adjoint au maire, poste qu'il occupera jusqu'à son décès.
Ahmad Akkari est engagé dans diverses œuvres humanitaires, dans les communautés musulmanes et maçonniques locales. Il s'attache à promouvoir un islam humaniste et à rapprocher les fidèles des différentes religions. Il est notamment fondateur du Collectif des musulmans des Pyrénées-Orientales, fondateur d'une loge à Perpignan, vénérable, membre du Grand Chapitre français.
Président fondateur de l'Association franco-libanaise et profond humaniste, l'implication d'Ahmad Akkari dans de multiples œuvres humanitaires auront marqué sa carrière de médecin et de politique. Il est fait chevalier de la Légion d'honneur le 18 octobre 2008. Ahmad Akkari laisse derrière lui son épouse et quatre enfants, âgés de 27 à 15 ans lors de sa disparition.